# Белая (приток Зеи)
Белая — река на юге Амурской области, левый приток Зеи. Длина реки — 170 километров, площадь бассейна — 2800 км².
Проистекает река из холмистого района восточной части Зейско-Буреинской равнины, Октябрьский район. В верхнем течении очень мелкая, узкая, пересыхающая, местами исчезает вовсе. На всём своём протяжении характеризуется очень сильной извилистостью и мелководностью. Берега заболочены. Притоки мелки и незначительны.
Река протекает в сравнительно плотнонаселённом районе Амурской области, в её долине расположено множество сёл и деревень Октябрьского, Ромненского, Белогорского и Ивановского районов. Крупнейшие сёла — Среднебелое, Поздеевка (в 4 км от берега).